# Resolutie 1965 Veiligheidsraad Verenigde Naties
Resolutie 1965 van de Veiligheidsraad van de Verenigde Naties werd op 22 december 2010 unaniem aangenomen door de VN-Veiligheidsraad en verlengde de waarnemingsmacht op de Israëlisch-Syrische grens met een half jaar. Secretaris-generaal Ban Ki-moon had gerapporteerd dat de situatie in de Golanhoogten rustig maar gespannen bleef nadat de laatste gesprekken voor vrede in december 2008 waren afgesprongen.

## Achtergrond
Na de Jom Kipoeroorlog kwamen Syrië en Israël overeen de wapens neer te leggen. Een waarnemingsmacht van de Verenigde Naties moest op de uitvoer van de twee gesloten akkoorden toezien.

## Inhoud
De Veiligheidsraad:
- Overwoog het rapport van de secretaris-generaal over de VN-waarnemingsmacht, en bevestigt ook resolutie 1308.

1. Roept de partijen op om onmiddellijk resolutie 338 uit 1973 uit te voeren.
2. Verwelkomt UNDOF's inspanningen om het nultolerantiebeleid inzake seksueel misbruik in te voeren en te verzekeren dat het personeel zich aan de VN-gedragscode houdt.
3. Beslist het mandaat van de UNDOF-waarnemingsmacht met zes maanden te verlengen, tot 30 juni 2011.
4. Vraagt de secretaris-generaal dan te rapporteren over de ontwikkelingen en de genomen maatregelen om resolutie 338 uit te voeren.

## Verwante resoluties
- Resolutie 1934 Veiligheidsraad Verenigde Naties
- Resolutie 1937 Veiligheidsraad Verenigde Naties
- Resolutie 1994 Veiligheidsraad Verenigde Naties (2011)
- Resolutie 2004 Veiligheidsraad Verenigde Naties (2011)

Lijst ·  1908 ·  1909 ·  1910 ·  1911 ·  1912 ·  1913 ·  1914 ·  1915 ·  1916 ·  1917 ·  1918 ·  1919 ·  1920 ·  1921 ·  1922 ·  1923 ·  1924 ·  1925 ·  1926 ·  1927 ·  1928 ·  1929 ·  1930 ·  1931 ·  1932 ·  1933 ·  1934 ·  1935 ·  1936 ·  1937 ·  1938 ·  1939 ·  1940 ·  1941 ·  1942 ·  1943 ·  1944 ·  1945 ·  1946 ·  1947 ·  1948 ·  1949 ·  1950 ·  1951 ·  1952 ·  1953 ·  1954 ·  1955 ·  1956 ·  1957 ·  1958 ·  1959 ·  1960 ·  1961 ·  1962 ·  1963 ·  1964 ·  1965 ·  1966